# Seznam piscev slovenskih zabavnoglasbenih besedil
Seznam piscev slovenskih zabavnoglasbenih besedil.
- Elza Budau -
- Milan Dekleva -
- Ervin Fritz -
- Jani Kovačič -
- Frane Milčinski - Ježek -
- Anja Rupel -
- Dušan Velkavrh -